# The Entertainer (ragtime)
The Entertainer: a rag-time two step és un ragtime de 1902 compost per Scott Joplin i publicat per John Stark & Són. Va ser elevat a un lloc prominent com a part del renaixement del ragtime en els anys 70 quan va ser usat a la banda sonora de la pel·lícula El cop, guanyadora d'un Premi Oscar el 1973. L'adaptació de Marvin Hamlisch va arribar a assolir el nombre 3 en el Billboard Hot 100 el 1974. Irònicament, el ragtime de Scott Joplin no va ser gaire popular durant els anys 30, l'època en què s'ambienta la pel·lícula.

## Música
The Entertainer va ser subtitulat com «Un ragtime a dos passos», que era la forma d'aquest ball popular aproximadament fins al 1911 i un estil que era comú entre els ragtime escrits en aquell temps. Va ser escrit principalment en clau de do, encara que de la barra 55 hi ha una secció en clau de fa. La peça estructuralment segueix la forma A-B-A-C-D, amb indicacions en la melodia per ser executat una octava més alta en les repeticions.
Suggerit per la dedicació al ragtime del Club de Mandolina, l'autor Rudi Blesh va escriure que "algunes melodies recorden les collites i els trèmolos ràpids dels petits instruments de plectre de corda d'acer... ".